# Cavour (Piemont)
Cavour ist eine italienische Gemeinde (comune) in der Metropolitanstadt Turin (TO), Region Piemont.

## Lage und Einwohner
Cavour liegt rund 50 kn südwestlich von Turin und hat 5419 Einwohner (Stand 31. Dezember 2023). Das Gemeindegebiet umfasst eine Fläche von 49 km². Bekannt ist die Gemeinde durch ihren markanten Inselberg Rocca di Cavour, der eine Höhe von 462 m erreicht und das Umland um 162 Meter überragt. Der Berg wurde wegen seiner archäologischen, historischen und naturalistischen Besonderheiten 1980 als besonderes Naturschutzgebiet (Riserva Naturale Speciale) erklärt.
Die Nachbargemeinden sind Macello, Vigone, Bricherasio, Garzigliana, Villafranca Piemonte, Campiglione-Fenile, Bibiana, Bagnolo Piemonte und Barge.

### Bevölkerungsentwicklung

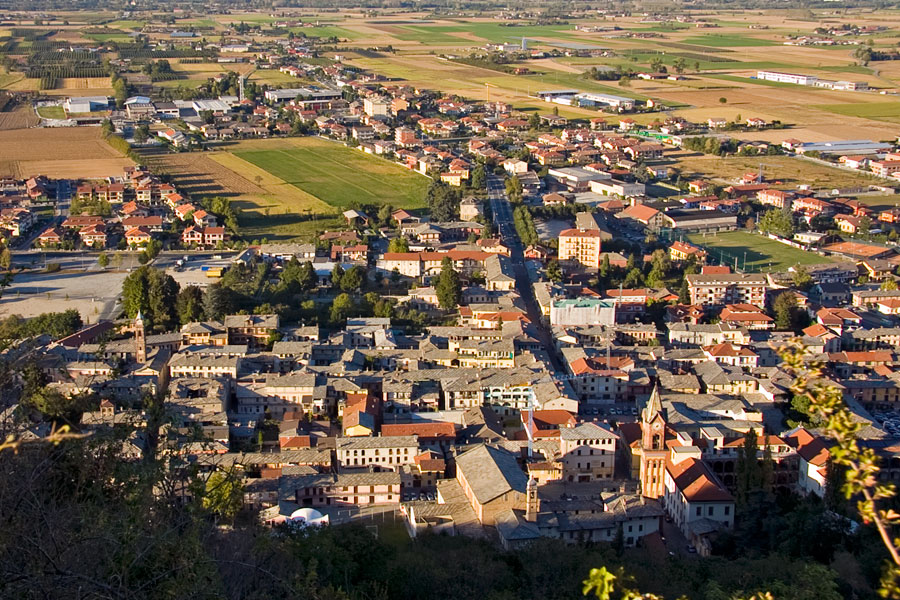
Luftbild der Gemeinde

## Persönlichkeiten
- Luigi Bottiglia Savoulx (1752–1836), Kardinal und Apostolischer Nuntius
- Teodoro Valfrè di Bonzo (1853–1922), Kardinal und Apostolischer Nuntius